# Paolo Kraljević
Paolo Kraljević (* 31. März 2001 in Ljubuški, Bosnien und Herzegowina) ist ein bosnisch-kroatischer Handballspieler.

## Karriere

### Verein
Paolo Kraljević spielte ab 2019 für den kroatischen Verein HRK Gorica, mit dem er an der EHF European League 2020/21 teilnahm. Im Februar 2021 wechselte der 1,87 m große Rechtsaußen zum Rekordmeister RK Zagreb, mit dem er 2021, 2022, 2023, 2024 und 2025 die kroatische Premijer Liga und den kroatischen Pokal gewann.

### Nationalmannschaft
Mit der kroatischen Nationalmannschaft belegte Kraljević bei der Weltmeisterschaft 2023 den 9. Platz, dabei warf er zwei Tore in sechs Partien.